# Dud (okręg Arad)
Dud – wieś w Rumunii, w okręgu Arad, w gminie Târnova. W 2011 roku liczyła 693 mieszkańców. 